# Iviša
Iviša ist ein kroatischer männlicher Vorname.

## Herkunft und Bedeutung
→ Hauptartikel: Johannes
Der Vorname Iviša ist ein kroatisches Diminutiv des Vornamens Ivan.

## Namenstag
- 27. Dezember (Ivan)[1]

## Vorkommen
Der Name Iviša kommt vor allem unter den Kroaten in der Herzegowina und Dalmatien vor. Er war verstärkt um die Wende zum 20. Jahrhundert gebräuchlich.

### Fiktion
- Iviša aus dem Roman Prosjaci i sinovi des kroatischen Schriftstellers Ivan Raos (1921–1987).[2] Der Roman wurde in den Jahren 1971–1972 vom jugoslawischen Fernsehen als Serie verfilmt. Die Ausstrahlung wurde jedoch zunächst untersagt, da darin auch Missstände des kommunistischen Jugoslawiens angeprangert wurden.